# Football League One 2007-2008
La Football League One 2007-2008, conosciuta anche con il nome di Coca-Cola League One per motivi di sponsorizzazione, è stato l'81º campionato inglese di calcio di terza divisione, nonché il 4º con la denominazione di League One. 

## Squadre partecipanti
| Squadra                | Città                    | Stadio                | Stagione precedente                                   |
| ---------------------- | ------------------------ | --------------------- | ----------------------------------------------------- |
| Bournemouth            | Bournemouth              | Fitness First Stadium | 19º posto in Football League One                      |
| Brighton & Hove Albion | Brighton                 | Withdean Stadium      | 18º posto in Football League One                      |
| Bristol Rovers         | Bristol                  | Memorial Stadium      | 6º posto in Football League Two, promosso             |
| Carlisle United        | Carlisle                 | Brunton Park          | 8º posto in Football League One                       |
| Cheltenham Town        | Cheltenham               | Whaddon Road          | 17º posto in Football League One                      |
| Crewe Alexandra        | Crewe                    | Alexandra Stadium     | 13º posto in Football League One                      |
| Doncaster Rovers       | Doncaster                | Keepmoat              | 11º posto in Football League One                      |
| Gillingham             | Gillingham               | Priestfield Stadium   | 16º posto in Football League One                      |
| Hartlepool United      | Hartlepool               | Victoria Park         | 2º posto in Football League Two, promosso             |
| Huddersfield Town      | Huddersfield             | Galpharm Stadium      | 15º posto in Football League One                      |
| Leeds United           | Leeds                    | Elland Road           | 24º posto in Football League Championship, retrocesso |
| Leyton Orient          | Londra (Leyton)          | Brisbane Road         | 20º posto in Football League One                      |
| Luton Town             | Luton                    | Kenilworth Road       | 23º posto in Football League Championship, retrocesso |
| Millwall               | Londra (Bermondsey)      | The New Den           | 10º posto in Football League One                      |
| Northampton Town       | Northampton              | Sixfields Stadium     | 14º posto in Football League One                      |
| Nottingham Forest      | Nottingham               | City Ground           | 4º posto in Football League One                       |
| Oldham Athletic        | Oldham                   | Boundary Park         | 6º posto in Football League One                       |
| Port Vale              | Stoke-on-Trent (Burslem) | Vale Park             | 12º posto in Football League One                      |
| Southend United        | Southend-on-Sea          | Roots Hall            | 22º posto in Football League Championship, retrocesso |
| Swansea City           | Swansea                  | Liberty Stadium       | 7º posto in Football League One                       |
| Swindon Town           | Swindon                  | County Ground         | 3º posto in Football League Two, promosso             |
| Tranmere Rovers        | Birkenhead               | Prenton Park          | 9º posto in Football League One                       |
| Walsall                | Walsall                  | Bescot Stadium        | 1º posto in Football League Two, promosso             |
| Yeovil Town            | Yeovil                   | Huish Park            | 5º posto in Football League One                       |

## Classifica finale
|  | Pos. | Squadra           | Pt | G  | V  | N  | P  | GF | GS | DR  |
|  | ---- | ----------------- | -- | -- | -- | -- | -- | -- | -- | --- |
|  | 1.   | Swansea City      | 92 | 46 | 27 | 11 | 8  | 82 | 42 | +40 |
|  | 2.   | Nottingham Forest | 82 | 46 | 22 | 16 | 8  | 64 | 32 | +32 |
|  | 3.   | Doncaster         | 80 | 46 | 23 | 11 | 12 | 65 | 41 | +24 |
|  | 4.   | Carlisle Utd      | 80 | 46 | 23 | 11 | 12 | 64 | 46 | +18 |
|  | 5.   | Leeds Utd (-15)   | 76 | 46 | 27 | 10 | 9  | 72 | 38 | +34 |
|  | 6.   | Southend Utd      | 76 | 46 | 22 | 10 | 14 | 70 | 55 | +15 |
|  | 7.   | Brighton          | 69 | 46 | 19 | 12 | 15 | 58 | 50 | +8  |
|  | 8.   | Oldham Athletic   | 67 | 46 | 18 | 13 | 15 | 58 | 45 | +13 |
|  | 9.   | Northampton Town  | 66 | 46 | 17 | 15 | 14 | 60 | 55 | +5  |
|  | 10.  | Huddersfield Town | 66 | 46 | 20 | 6  | 20 | 50 | 62 | -12 |
|  | 11.  | Tranmere          | 65 | 46 | 18 | 11 | 17 | 52 | 47 | +5  |
|  | 12.  | Walsall           | 64 | 46 | 16 | 16 | 14 | 52 | 46 | +6  |
|  | 13.  | Swindon Town      | 61 | 46 | 16 | 13 | 17 | 63 | 56 | +7  |
|  | 14.  | Leyton Orient     | 60 | 46 | 16 | 12 | 18 | 49 | 63 | -14 |
|  | 15.  | Hartlepool Utd    | 54 | 46 | 15 | 9  | 22 | 62 | 65 | -3  |
|  | 16.  | Bristol Rovers    | 53 | 46 | 12 | 17 | 17 | 45 | 53 | -8  |
|  | 17.  | Millwall          | 52 | 46 | 14 | 10 | 22 | 45 | 61 | -16 |
|  | 18.  | Yeovil Town       | 52 | 46 | 14 | 10 | 22 | 38 | 59 | -21 |
|  | 19.  | Cheltenham Town   | 51 | 46 | 13 | 12 | 21 | 42 | 64 | -22 |
|  | 20.  | Crewe Alexandra   | 50 | 46 | 12 | 14 | 20 | 47 | 65 | -18 |
|  | 21.  | Bournemouth (-10) | 48 | 46 | 17 | 7  | 22 | 62 | 72 | -10 |
|  | 22.  | Gillingham        | 46 | 46 | 11 | 13 | 22 | 44 | 73 | -29 |
|  | 23.  | Port Vale         | 38 | 46 | 9  | 11 | 26 | 47 | 81 | -34 |
|  | 24.  | Luton Town (-10)  | 33 | 46 | 11 | 10 | 25 | 43 | 63 | -20 |

Legenda:
      Promosso in Football League Championship 2008-2009.
  Ammesso ai play-off.
      Retrocesso in Football League Two 2008-2009.
Regolamento:
Tre punti a vittoria, uno a pareggio, zero a sconfitta.
In caso di arrivo di due o più squadre a pari punti, la graduatoria verrà stilata secondo i seguenti criteri:
- differenza reti
- maggior numero di gol segnati

Note:

Il Leeds United è stato sanzionato con 15 punti di penalizzazione per il mancato rispetto delle norme in materia di insolvenza.
Il Bournemouth ed il Luton Town sono stati sanzionati con 10 punti di penalizzazione per essere entrati sotto amministrazione finanziaria.

## Spareggi

### Play-off

#### Tabellone
|  | Semifinali | Semifinali   | Semifinali | Semifinali | Semifinali |  |  | Finale    | Finale    | Finale |  |
|  |            |              |            |            |            |  |  |           |           |        |  |
|  | 6          | Southend Utd | 0          | 1          | 1          |  |  |           |           |        |  |
|  | 6          | Doncaster    | 0          | 5          | 5          |  |  | Doncaster | Doncaster | 1      |  |
|  | 5          | Leeds Utd    | 1          | 2          | 3          |  |  | Leeds Utd | Leeds Utd | 0      |  |
|  | 4          | Carlisle Utd | 2          | 0          | 2          |  |  |           |           |        |  |

#### Semifinali
|                  | Risultati |                  | Luogo e data                   |
| ---------------- | --------- | ---------------- | ------------------------------ |
| Southend United  | 0-0       | Doncaster Rovers | Southend-on-Sea, 9 maggio 2008 |
| Doncaster Rovers | 5-1       | Southend United  | Doncaster, 16 maggio 2008      |
|                  |           |                  |                                |
| Leeds United     | 1-2       | Carlisle United  | Leeds, 12 maggio 2008          |
| Carlisle United  | 0-2       | Leeds United     | Carlisle, 15 maggio 2008       |
|                  |           |                  |                                |

#### Finale
|                  | Risultato |              | Luogo e data                     |
| ---------------- | --------- | ------------ | -------------------------------- |
| Doncaster Rovers | 1-0       | Leeds United | Londra (Wembley), 25 maggio 2008 |
|                  |           |              |                                  |